# Inermocoelotes falciger
Inermocoelotes falciger es una especie de araña araneomorfa del género Inermocoelotes, familia Agelenidae. Fue descrita científicamente por Kulczyński en 1897.
Se distribuye por Hungría y Ucrania. El cuerpo del macho mide aproximadamente 13 milímetros de longitud y el de la hembra 14 milímetros.